# Distretto di Sham Shui Po
Il distretto di Sham Shui Po (o Sham Shui Po District, in cinese semplificato 深水埗区, in cinese tradizionale 深水埗區, in mandarino pinyin Shēnshuǐbù Qū) è uno dei 18 distretti di Hong Kong, in Cina.